# L'arminuta (film)
L'arminuta è un film del 2021 diretto da Giuseppe Bonito.
Il film è stato liberamente tratto dall'omonimo romanzo di Donatella Di Pietrantonio, vincitore del Premio Campiello 2017.
Il termine "arminuta" significa in dialetto abruzzese "ritornata", o anche "restituita". Il romanzo di Donatella di Pietrantonio, ambientato nell'Abruzzo degli anni '70, racconta la storia di una bambina restituita, dopo 13 anni, alla sua famiglia di origine. Durante l'esposizione dei fatti, la protagonista, che ha due madri (una biologica e una adottiva), viene a sapere sia la causa per cui la famiglia originaria non l'ha più tenuta con sé, sia i motivi del suo successivo e in fondo imprevisto ritorno ai genitori biologici.

## Trama
Un'Alfetta bordeaux targata Pescara si ferma in una casa di campagna. Nell'automobile ci sono una ragazzina dai capelli rossi ed un uomo che si rivelerà essere il padre adottivo, nonché lontano parente. Si comprende che la ragazza, per l'appunto l'"Arminuta"- ossia "la ritornata" - è stata ricondotta alla sua famiglia di origine, che lei non conosceva affatto. Ad accoglierla, nella più totale freddezza, forse dettata dallo spaesamento e dall'ignoranza, trova la sorella più piccola,  Adriana,  la madre e un fratellino. La ragazza implora il padre di non lasciarla in quella casa di sconosciuti, ma egli è irremovibile. Successivamente incontra il padre naturale e gli altri tre fratelli maschi, e anche loro hanno un comportamento analogo al resto dei familiari. La madre tuttavia appare turbata, anche se incapace di dimostrarle affetto.
Nonostante le difficoltà iniziali, l'Arminuta inizierà a creare un legame con i suoi familiari, in particolare con la sorellina Adriana. In modo indiretto, la madre adottiva continua ad occuparsi di lei, ad esempio inviandole mobili e biancheria per la camera che condivide con i fratelli. Un giorno il fratello maggiore Vincenzo le accompagna al mare, assecondando un desiderio della sorella che sente nostalgia della sua vita precedente vissuta nella città di Pescara. In questo occasione Vincenzo la bacia mentre fanno il bagno, e si comprende come il ragazzo nutra dei sentimenti ambivalenti verso la nuova arrivata, che percepisce più come oggetto di desiderio che come sorella, manifestando al contempo anche un atteggiamento riguardoso e protettivo, come se più di tutti percepisse lo smarrimento di lei. Dopo un pesante scontro con la madre biologica, la famiglia è sconvolta dalla morte accidentale di Vincenzo in un incidente di moto. La madre in particolare sprofonda nello sconforto e nella depressione, ma tenta di riprendersi per i familiari. Nel frattempo la madre adottiva Adalgisa si fa viva regolarmente attraverso l'invio di doni e di denaro. L'Arminuta si chiede dove sia e ne soffre.
A scuola l'Arminuta si distingue per le sue capacità, tanto che l'insegnante la spinge a partecipare ad un concorso letterario, che in effetti la ragazza vince assicurandosi in premio un libretto postale: in questo frangente anche il padre manifesterà il suo orgoglio per la figlia, ribadendo alla madre che i soldi sono esclusivamente della ragazza. Sua madre, ancora afflitta dal dolore, si reca presso una magara per curare le sue pene: l'anziana le dice che non esiste medicina per la sua malattia, ma che la figlia "ritornata" le darà grandi soddisfazioni.
È ormai previsto che l'Arminuta studierà presso il liceo classico di Pescara, pur senza tornare a vivere con i genitori. In modo alquanto brutale ma efficace e diretto, apprenderà finalmente dalla sorella Adriana la vera ragione per cui si trova in questa situazione: la madre adottiva ha partorito da vario tempo una figlia avuta da un altro uomo (si comprende che era il marito ad essere sterile e non lei) ed evidentemente non può più avere rapporti con la figlia adottiva a causa della relazione con il nuovo compagno. Alla fine l'Arminuta si recherà a far visita alla madre adottiva, prima da sola e poi accompagnata dalla sorellina, con la quale ha stretto un rapporto sempre più intenso. Durante il pranzo in casa di Adalgisa, conoscono il nuovo compagno Guido, un uomo freddo ed autoritario che pretende persino che la donna lasci piangere la bambina sostenendo che si tratta di un capriccio. Sarà proprio la piccola Adriana che con estrema naturalezza sgattaiolerà nella camera della piccola prendendola in braccio, affermando, di fronte al brusco rimprovero di Guido, che piangeva perché aveva la manina incastrata nelle sbarre del lettino. A quel punto l'Arminuta decide di andarsene, dopo aver lungamente fissato la madre adottiva che accudisce la bimba, e con Adriana si reca al mare, dove insieme si tuffano in acqua. Nel finale si comprende come la  protagonista finalmente decida di prendere le distanze dalla sua vecchia vita e dalla madre adottiva, verso la quale percepisce un sentimento di estraneità e distanza.

## Produzione
Sebbene ambientato in Abruzzo, il lungometraggio è stato girato interamente nel Lazio, con le riprese effettuate nella provincia di Rieti, nei comuni di Fara in Sabina, Latina, Mompeo e Montopoli di Sabina.

## Promozione
Il trailer del film è stato diffuso online il 1º ottobre 2021.

## Distribuzione
La pellicola è stata distribuita nelle sale cinematografiche italiane a partire dal 21 ottobre 2021 da Lucky Red.

## Riconoscimenti
- 2022 – David di Donatello[5]
  - Migliore sceneggiatura adattata a Monica Zapelli e Donatella Di Pietrantonio
  - Candidatura per la miglior attrice non protagonista a Vanessa Scalera
  - Candidatura per la migliore colonna sonora per la canzone Just You (musica e testo di Giuliano Taviani e Carmelo Travia, interpretata da Marianna Travia)
- 2022 – Premio Flaiano[6]
  - Miglior film
- 2022 – Globo d'oro[7][8][9][10]
  - Giovane promessa a Sofia Fiore
  - Candidatura per la miglior attrice a Vanessa Scalera
  - Candidatura a miglior film